# Dark Touch
Dark Touch és una pel·lícula de terror sobrenatural de coproducció irlandesa, francesa i sueca de 2013 dirigida i escrita per Marina de Van. La pel·lícula es va estrenar el 18 d'abril de 2013 al Festival de Cinema de Tribeca i és protagonitzada per Missy Keating com l'única supervivent d'una sagnant massacre que va causar la mort de la seva família.

## Argument
Niamh (Missy Keating) d'onze anys i la seva família viuen en una comunitat extremadament petita i aïllada a Irlanda on el seu únic contacte amb altres persones es produeix en forma d'escola i els seus veïns Nat (Marcella Plunkett) i Lucas (Pádraic Delaney). Afirma que la seva casa està cobrant vida, però quan en Nat i en Lucas descobreixen que Niamh està contusa i sagnant, els seus pares diuen que la mateixa Niamh està causant la destrucció. Més tard es descobreix que Niamh és l'única supervivent d'un atac extremadament violent que va matar tots els altres a la casa. Ella diu a la policia que la casa és responsable de la mort dels seus pares i de l'ofec al seu germà petit als seus braços, però la policia atribueix la massacre a vàndals. Els veïns de Niamh decideixen acollir-la i intentar ajudar a calmar el seu dolor, però aviat descobreixen que el que va causar els problemes a l'antiga casa de Niamh ara comença a presentar-se a casa seva.

## Repartiment
- Missy Keating com a Niamh
- Marcella Plunkett com a Nat Galin
- Pádraic Delaney com a Lucas Galin
- Charlotte Flyvholm com a Tanya Collins
- Stephen Wall com a Mathew Collins
- Ella Hayes com a Emily
- Robert Donnelly com a Ryan Galin
- Susie Power com a Lucy Galin
- Richard Dormer com a Henry
- Catherine Walker com a Maud
- Simon Boyle com el Sr. Brennan
- Olga Wehrly com a Colette
- Mark Huberman com a Joseph
- Katie Kirby com a Lisbeth
- Clare Barrett com a Christine
- Art Parkinson com a Peter

## Recepció
La recepció de la crítica per Dark Touch ha estat majoritàriament positiva i la pel·lícula té una puntuació del 73% a Rotten Tomatoes (basat en 11 ressenyes) i 64 a Metacritic (basat en 5 ressenyes).

## Premis
- Guanyadora del Premi de la Joventut Denis-de-Rougemont al Festival Internacional de Cinema Fantàstic de Neuchâtel (2013)[5]
- Guanyadora del Premi Mad Movies al Festival Internacional de Cinema Fantàstic de Neuchâtel (2013)[5]
- Guanyadora del Premi Narcisse a la millor pel·lícula al Festival Internacional de Cinema Fantàstic de Neuchâtel (2013)[5]
- Nominada al Premi Maria a la millor pel·lícula al XLVI Festival Internacional de Cinema Fantàstic de Catalunya (2013)